# Fulco van Reims

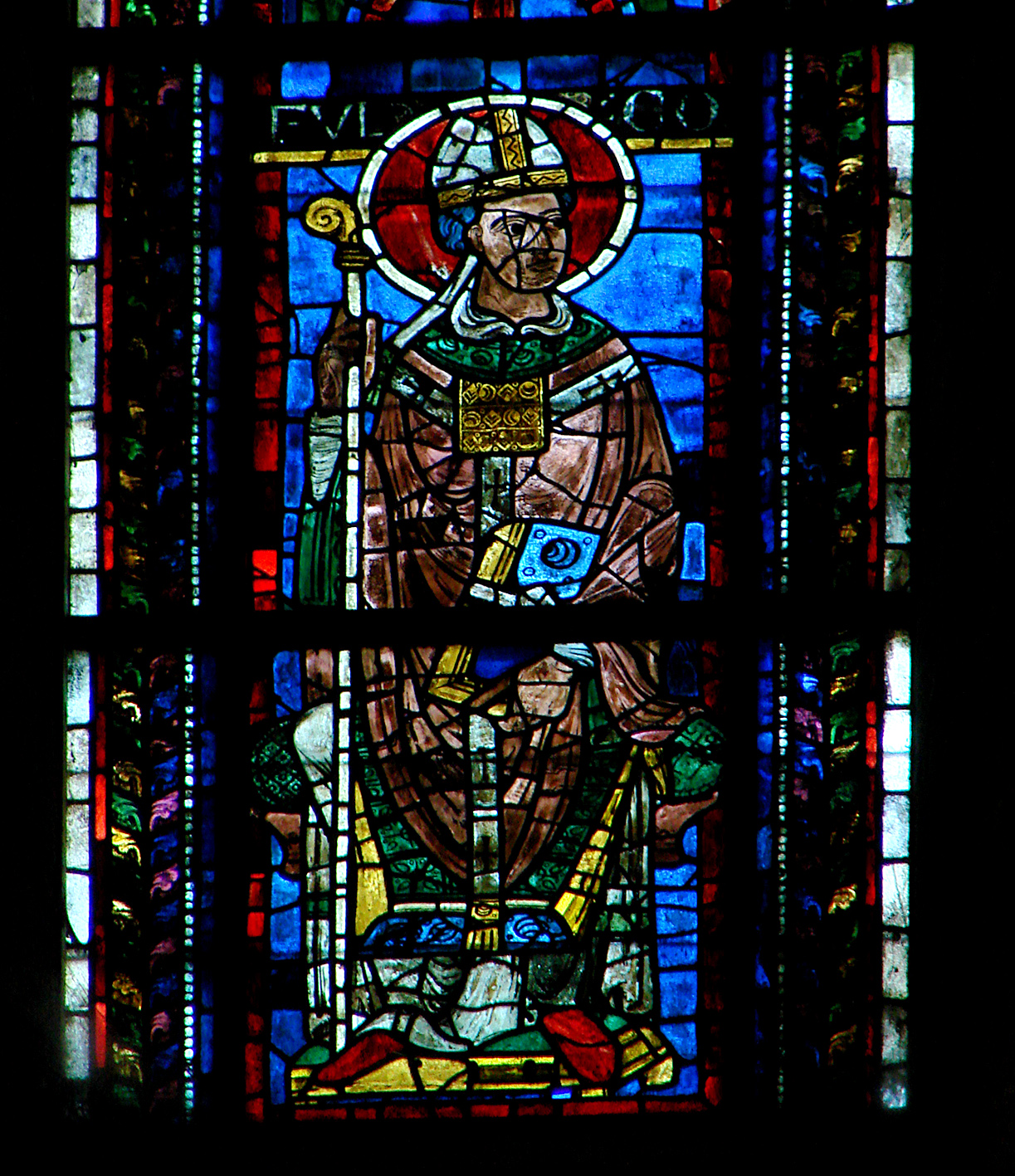
Fulco op een 20e-eeuws brandglasraam in de Sint-Remigiusbasiliek

Fulco of Fulk van Reims (? – 17 juni 900) was aartsbisschop van Reims (882-900) en aartskanselier van West-Francië (898-900). Hij speelde een belangrijke rol in de restauratie van het Karolingische Huis in West-Francië. 
Na de afzetting van Karel de Dikke liet Fulco in 888 zijn verwant Guido III van Spoleto te Langres tot koning kronen, maar deze kon zich niet doorzetten. Fulco bestreed de aanspraken van Odo van Parijs en kroonde in 893 Karel de Eenvoudige, die hem na Odo's dood aanstelde tot aartskanselier. Hij was er debet aan dat Karel benoorden de Loire weer aardig veel gezag kon uitoefenen. Bij sommige leenmannen was hij daarom niet zo geliefd.
Hij werd in 900 vermoord door toedoen van graaf Boudewijn II van Vlaanderen. Boudewijn had zich meester gemaakt van de abdij van Sint-Vaast maar zag zich tegengewerkt doordat Fulco met deze abdij werd beleend. Hij stuurde zijn aanhanger Winemar om Fulco er met gunsten van te overtuigen het leen niet te aanvaarden. Toen deze het voorstel in niet mis te verstane bewoordingen afwees, overviel Winemar hem in een bos op de terugweg van de koninklijke palts in Compiègne. De moord wordt verhaald door Regino van Prüm.

## Voetnoten
1. ↑  Luit van der Tuuk, De Franken. Middeleeuwse geschiedenis van de Lage Landen, 2021, p. 261-262

- Gemeinsame Normdatei: 118694227
- Nationale Bibliotheek van Tsjechië: kup19980000029639
- Virtual International Authority File: 84484006
- WorldCat: E39PBJkp8Jb3vKd9w6XFFTGbVC